# Мурашка (річка)
Мурашка — річка в Україні, у межах Жмеринського та Могилів-Подільського районів Вінницької області. Права притока Мурафи (басейн Дністра).

## Опис
Довжина річки 68 км, площа басейну 444 км². Долина переважно V-подібна, у завширшки від 0,3 до 4 км (у гирлі). Заплава двобічна, у верхів'ї подекуди відсутня, завширшки 100—200 м. Річище у слабозвивисте, завширшки від 2 до 16 м, завглибшки 0,2—0,5 м. Похил річки 2,5 м/км.

## Розташування
Мурашка бере початок у межах Подільської височини, у селі Матейкова. Тече спершу на південний схід, у середній течії поступово повертає на південь. Впадає до Мурафи в західній частині смт Чернівців.
Притоки: Батіжок, Мошкатівка, Ковбасна, Рудька (ліві).
Річка без назви - ліва притока у Шаргородській міській громаді. Довжина річки 5 км, площа басейну - 35,5 км². Бере  початок на північному сході від Борівського. Тече переважно на південний захід через Кропивню, Писарівку і впадає у річку Мурашку за 20 км від її гирла.
Мурашка протікає через місто Шаргород.